# Frederick Twort

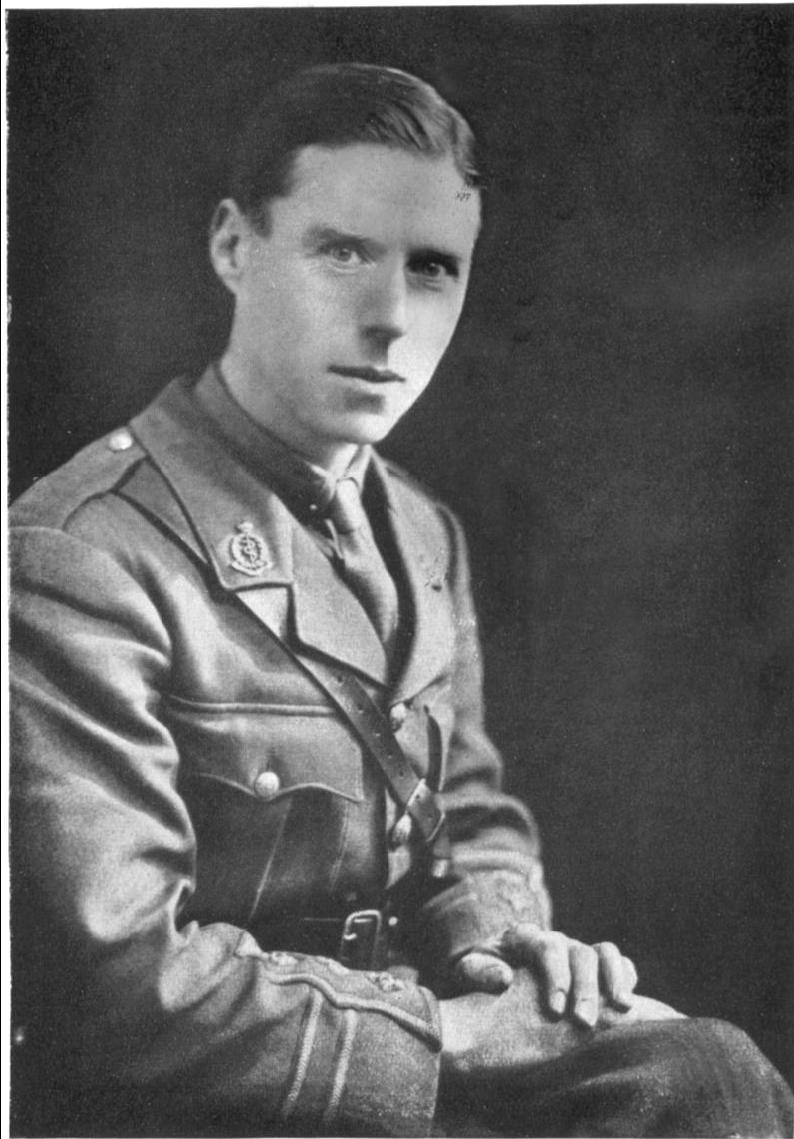
Frederick William Twort

Frederick William Twort (Camberley, 22 oktober 1877 – 20 maart 1950) was een Engels bacterioloog die bekend werd als de ontdekker van bacteriofagen in 1915.

## Biografie
Twort studeerde medicijnen aan het St Thomas's Hospital in Londen. Daarna werkte hij bij het Brown Institute for Animals (een pathologisch onderzoeksinstituut) en werd vervolgens hoogleraar bacteriologie aan de University of London. Hij deed onderzoek aan paratuberculose en ontdekte dat vitamine K nodig is voor de groei van leprabacteriën.